# Периандр
Периа́ндр (др.-греч. Περίανδρος, VII век до н. э. — около 587 года до н. э.) — второй коринфский тиран из династии Кипселидов. Унаследовал власть отца Кипсела предположительно в 627 году до н. э. За сорок лет правления расширил власть Коринфа как на материке, так и на островах Эгейского и Ионического морей. Усовершенствование корабельного волока через Коринфский перешеек Диолка привело к значительному увеличению суммы таможенных сборов. Это позволило Периандру не только реализовать многочисленные строительные проекты, построить мощный флот и содержать армию, но и отменить налоги для простого народа.
Несмотря на внешнеполитические успехи личность Периандра вызывала противоречивые чувства у его подданных. Антипатия со стороны аристократии, которую Периандр отстранил от власти, была объяснимой. Простому народу не нравились запреты на проведение собраний и ограничение передвижений, которые ввёл Периандр для предотвращения заговоров.
В античной традиции отношение к Периандру было двойственным. С одной стороны, как к примеру для Платона и Аристотеля, он был «эталонным» жестоким тираном, который держал народ в постоянном страхе. В то же время Периандра причисляли к числу «Семи мудрецов», с именами которых древние греки связывали возникновение философии. Компромиссом между этими двумя полярными оценками стали утверждения позднеантичных авторов о существовании двух Периандров — тирана и мудреца. С именем коринфского тирана связаны многочисленные легенды. Наиболее известная описывает данный в форме аллегории (срывание наиболее высоких колосьев) совет милетского тирана Фрасибула уничтожать выдающихся граждан для того, чтобы установить надёжный государственный строй.

## Биография
Периандр был сыном коринфского тирана Кипсела и его законной жены Кратеи. Также в античных источниках упомянуты единокровные братья Пилад, Эхиад и Горг. На момент смерти Кипсела предположительно в 627 году до н. э. Периандру было около 40 лет. Он вступил в брак (до или после смерти отца неизвестно) с дочерью тирана Эпидавра Прокла, внучкой царя Орхомена в Аркадии Аристократа II, Мелиссой. В законном браке родились дочь, чьё имя неизвестно, и два сына Кипсел и Ликофрон. От других женщин у Периандра было ещё три сына: Эвагор, Горг и Николай.
Вследствие жестокого обращения Мелисса умерла. Это вызвало зафиксированные преданием внешнеполитические последствия. Прокл объявил Периандру войну, а семнадцатилетний Ликофрон восстал против власти отца и даже некоторое время удерживал ряд пограничных территорий. Коринфский тиран сумел победить Прокла и присоединил к своим владениям Эпидавр на побережье Саронического залива. Периандр постоянно стремился расширить своё государство. Для этого коринфский тиран построил мощный флот. В отличие от предшественников, чьё внимание было преимущественно обращено на запад, Периандр расширил влияние Коринфа и на бассейн Эгейского моря. На время его правления приходится изобретение палубных кораблей. Периандр завоевал ряд островов в Сароническом заливе, в том числе и наиболее крупный Эгину, Керкиру в Ионическом море, основал колонии Потидею в Македонии и Аполлонию в Иллирии. В Потидею Периандр отправил сына Эвагора, а на Керкиру — Николая, или, согласно Геродоту, Ликофрона. Впоследствии жители Керкиры восстали и убили Николая или Ликофрона, что вынудило Периандра повторно завоёвывать остров. Основание Потидеи привело к конфликту с Халкидами и военной экспедиции Периандра на Эвбею.

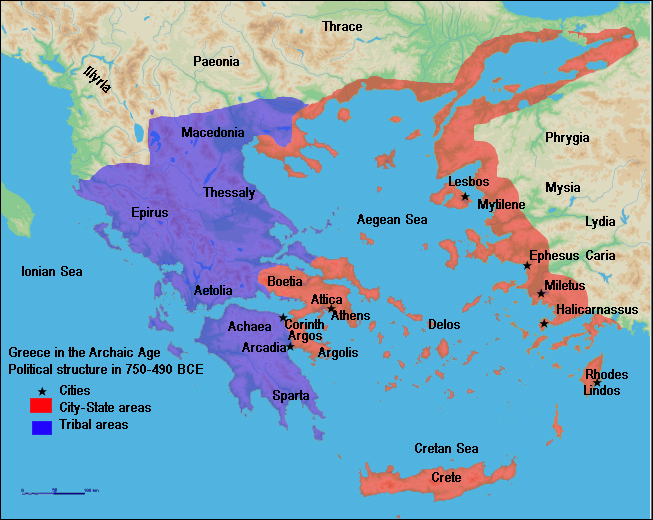
Карта архаической Греции (750—490 г. до н. э.). Красный — владения городов-государств, фиолетовый — племенных союзов.

В античных источниках содержатся сведения об активной внешнеполитической деятельности коринфского тирана. Периандр поддерживал дипломатические отношения с отдалёнными городами и странами, в том числе с Египтом, расположенными в Малой Азии Милетом и Лидией. Сближение Коринфа с Милетом было взаимовыгодным. Коринфские купцы получали доступ ко внутренним районам Малой Азии, а милетяне — к полисам Великой Греции. Особый характер носили взаимоотношения Коринфа с Лидией. Лидийские цари из династии Мермнадов часть своих богатств хранили в сокровищницах Коринфа. Как варвары они не имели прямого доступа к дельфийскому оракулу. Посредником между пифией и лидийскими царями стал Периандр. Коринфский тиран умел быть гибким политиком. Во время войны между Лидией и Милетом он сумел сохранить хорошие отношения с обеими сторонами. Одновременно, согласно Геродоту, переданная Фрасибулу информация позволила Милету избежать поражения. В свою очередь войска Милета помогали коринфянам во время войны с Сикионом. Также Периандр выдал дочь замуж за представителя знатного афинского рода Филаидов.
Во внутренних делах деятельность Периандра имела антиаристократическую направленность. Античные источники связывали запрет на роскошь и чрезмерные расходы, народные собрания, включая скопление людей на рынке, с предотвращением заговоров. Политика Периандра предполагала постоянное выискивание работы для народа. Человек, сидящий без дела на рыночной площади, подлежал наказанию. Чтобы удержать сельское население вне города Периандр запретил работорговлю. Таким образом крестьяне были вынуждены сами обрабатывать свои поля, и у них не оставалось времени на занятия политикой. Данные меры можно расценивать и как заботу Периандра о неимущих гражданах. В условиях ограничения работорговли они всегда могли найти работу.

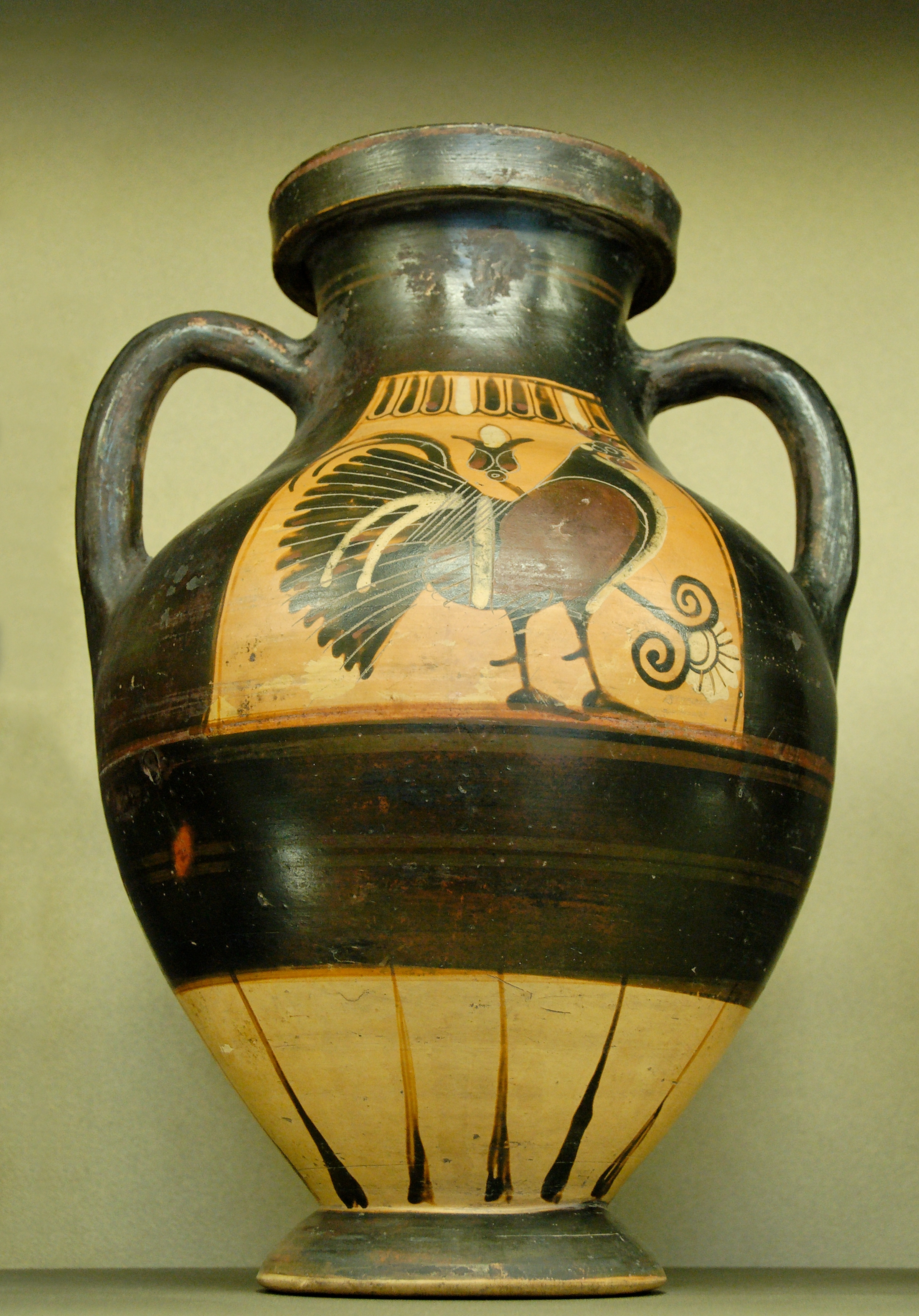
Коринфская чернофигурная амфора. Первая половина VI века до н. э. Лувр, Париж

При Периандре модернизировали и усовершенствовали корабельный волок через Коринфский перешеек Диолк. Рельсовая дорога из каменных плит с желобками, по которой перевозили корабли, сделала Коринф важным торговым центром между западной и восточными частями Эллады. Общая сумма портовых сборов была настолько велика, что позволила Периандру не только воплотить в жизнь многочисленные строительные проекты, но и отменить налоги для простого народа. При Периандре расцвело производство керамики, коринфский стиль стал преобладающим в Средиземноморье. Археологические находки керамики коринфского стиля VI века до н. э. на Халкидиках и в Северном Причерноморье свидетельствуют о развитых торговых связях Коринфа. Также полис стал лидером среди других городов Эллады в производстве бронзовых панцирей и шлемов, постройке кораблей. Богатство государства привлекало ко двору Периандра странствующих артистов, как, например, создателя жанра дифирамба Ариона.
При Периандре стали чеканить монету. Коринфские статеры и драхмы с изображением Пегаса на аверсе в Древнем мире получили название «жеребчиков». Они стали наиболее распространённым типом монет в городах Адриатики, Сицилии и южной Италии вплоть до IV века до н. э.
Несмотря на успехи во внешней политике, отмену ряда налогов для народа, личность тирана вызывала противоречивые чувства у его подданных. Антипатия и ненависть со стороны аристократии, которую отстранили от власти и ущемили в правах, были объяснимыми. Горожанам и крестьянству не нравились ограничения собраний и передвижения. В связи с этим Периандр был вынужден содержать множество телохранителей.
Когда в возрасте 80 лет, около 587 года до н. э., Периандр умер от естественных причин, трон наследовал его племянник Псамметих. Тиран пережил всех своих сыновей. Слабоумный Кипсел умер естественной смертью, мятежный Ликофрон погиб, Николая убили керкирцы, Горг погиб при падении с колесницы, тиран Потидеи Эвагор также не пережил отца. Псамметих не смог удержать власть и вскоре был свергнут. На этом правление династии Кипселидов в Коринфе завершилось.

## Легенды

### Периандр — тиран и злодей
Периандр послал глашатая к Фрасибулу спросить совета, как ему, установив самый надёжный государственный строй, лучше всего управлять городом. Фрасибул же отправился с прибывшим от Периандра глашатаем за город и привёл его на ниву. Проходя вместе с ним по полю, Фрасибул снова и снова переспрашивал о причине прибытия его из Коринфа. При этом тиран, видя возвышающиеся над другими колосья, всё время обрывал их. Обрывая же колосья, он выбрасывал их, пока не уничтожил таким образом самую красивую и густую часть нивы. Так вот, проведя глашатая через поле и не дав никакого ответа, тиран отпустил его. По возвращении же глашатая в Коринф Периандр полюбопытствовал узнать ответ Фрасибула. А глашатай объявил, что не привёз никакого ответа и удивляется, как это Периандр мог послать его за советом к такому безумному человеку, который опустошает собственную землю. Затем он рассказал, что видел у Фрасибула. Периандр же понял поступок Фрасибула, сообразив, что тот ему советует умертвить выдающихся граждан. Тогда-то тиран начал проявлять величайшую жестокость к своим гражданам.
С именем Периандра были связаны многочисленные устные народные рассказы, некоторые из которых нашли отображение в «Истории» Геродота. Современные историки подчёркивают, что «отец истории» имел антитиранические взгляды. Его рассказы о тиранах, в том числе и о Периандре, преимущественно носят тенденциозный и негативный характер. Наиболее известная история о Периандре связана с советом милетского тирана Фрасибула уничтожать выдающихся граждан для того, чтобы установить надёжный государственный строй. Тот же по сути рассказ передаёт Аристотель, поменяв действующих лиц местами. В данном случае образ Периандра у Геродота контрастирует с таковым у Аристотеля. Если в изложении Геродота начало правления Периандра было мягким, а затем ожесточилось, то для Аристотеля этот правитель был типичным, чуть ли не «эталонным», тираном. Характер его правления изначально заключался в уничтожении выдающихся личностей («подрезывании высоких колосьев»), запрете деятельности сисситий, гетерий и других форм народных собраний. Этот рассказ был существенно видоизменён в сочинении Плутарха «Пир семи мудрецов». В нём один из мудрецов Фалес критикует тиранию. Одновременно он хвалит Периандра, который хоть и является тираном, получил этот статус от отца. Благодаря своей мудрости, со слов Фалеса, он справляется с этой «наследственной болезнью». Кроме этого, по версии Плутарха, Периандр не принял совет Фрасибула «срезать верхушки». По всей видимости, в данной новелле о подрезании самых высоких колосьев устное предание объясняло резкое изменение во внутренней политике Периандра. После некоего неудавшегося заговора коринфской оппозиции Периандр начал проводить репрессивную политику.
В другой новелле Геродот передаёт историю об обращении Периандра к душе мёртвой жены Мелиссы, которая знала о местонахождении клада. По всей видимости первоначальный вариант новеллы заключался в разгадке загадочных слов жены. Периандр понял, что для упокоения Мелиссы ей необходимо посвятить одежды коринфянок. Впоследствии, после падения тирании в Коринфе, новелла трансформировалась с перестановкой акцента не на мудрость Периандра, а на ограблении коринфских женщин. Именно в таком виде легенда попала в «Историю» Геродота.
Ещё одна новелла приведена в качестве объяснения напряжённых отношений между Коринфом и Керкирой, а также военных конфликтов с Эпидавром и Самосом. Когда Ликофрон узнал от деда, тирана Эпидавра Прокла, про обстоятельства гибели матери, которую убил Периандр, то перестал общаться с отцом. Тогда Периандр не только изгнал сына из дворца, но и запретил гражданам Коринфа с ним общаться. На ослушавшихся приказа накладывали штраф, который шёл в святилище Аполлона. Когда Периандр увидел немытого и голодного сына, то сжалился над ним и предложил вернуться во дворец в качестве наследника престола. На это Ликофрон ответил, что отец должен уплатить штраф, так как нарушил свой приказ. Периандр отправил сына на подвластную ему Керкиру, а сам начал военный поход против Прокла, который настроил против него сына. В преклонном возрасте коринфский тиран решил передать власть Ликофрону и отправил на Керкиру гонца. Однако опальный сын даже не удостоил отца ответом. Тогда коринфский тиран отправил на переговоры дочь. Периандр предложил сыну переехать в Коринф и занять трон, в то время как он сам станет жить на Керкире. На такое предложение Ликофрон согласился. Когда жители острова узнали, что к ним переедет Периандр, то убили Ликофрона. Периандр в гневе приказал забрать из семей знатных керкирян 300 мальчиков. Детей он отправил к лидийскому царю Алиатту для оскопления. По пути корабль с пленниками остановился на Самосе. После того как жители острова узнали куда и зачем везут детей, то сумели хитростью их спасти, после чего отправили обратно домой. В этой новелле отразилась нелюбовь коринфян к своему жестокому правителю. Плохому Периандру противопоставляли сына, надежду всей страны на хорошего и достойного правителя. Гнев сына представлен карой Периандру.
В старости, уставший от жизни, Периандр решил умереть так, чтобы никто не узнал места его захоронения. По легенде он опасался осквернения могилы со стороны своих многочисленных врагов. Коринфский тиран приказал двум солдатам выйти в полночь на Сикионскую дорогу, убить и сразу же похоронить первого встречного. Затем он вызвал ещё четырёх воинов, которым повелел убить двоих вооружённых людей, которые в час ночи будут возвращаться в Коринф. Ещё восьмерым он приказал убить тех четверых в два часа после полуночи. В полночь Периандр закутался в плащ и вышел на дорогу, где и был убит согласно своему же приказу. Таким образом он реализовал своё последнее желание быть похороненным так, чтобы никто не мог указать на место его могилы.
Литературная традиция длительное время изображала Периандра в негативном ключе. К поздним выдумкам следует отнести свидетельства Парфения (I век до н. э.) и Диогена Лаэртского (II—III века н. э.) об инцестуальной связи Периандра с матерью.

### Периандр — мудрец

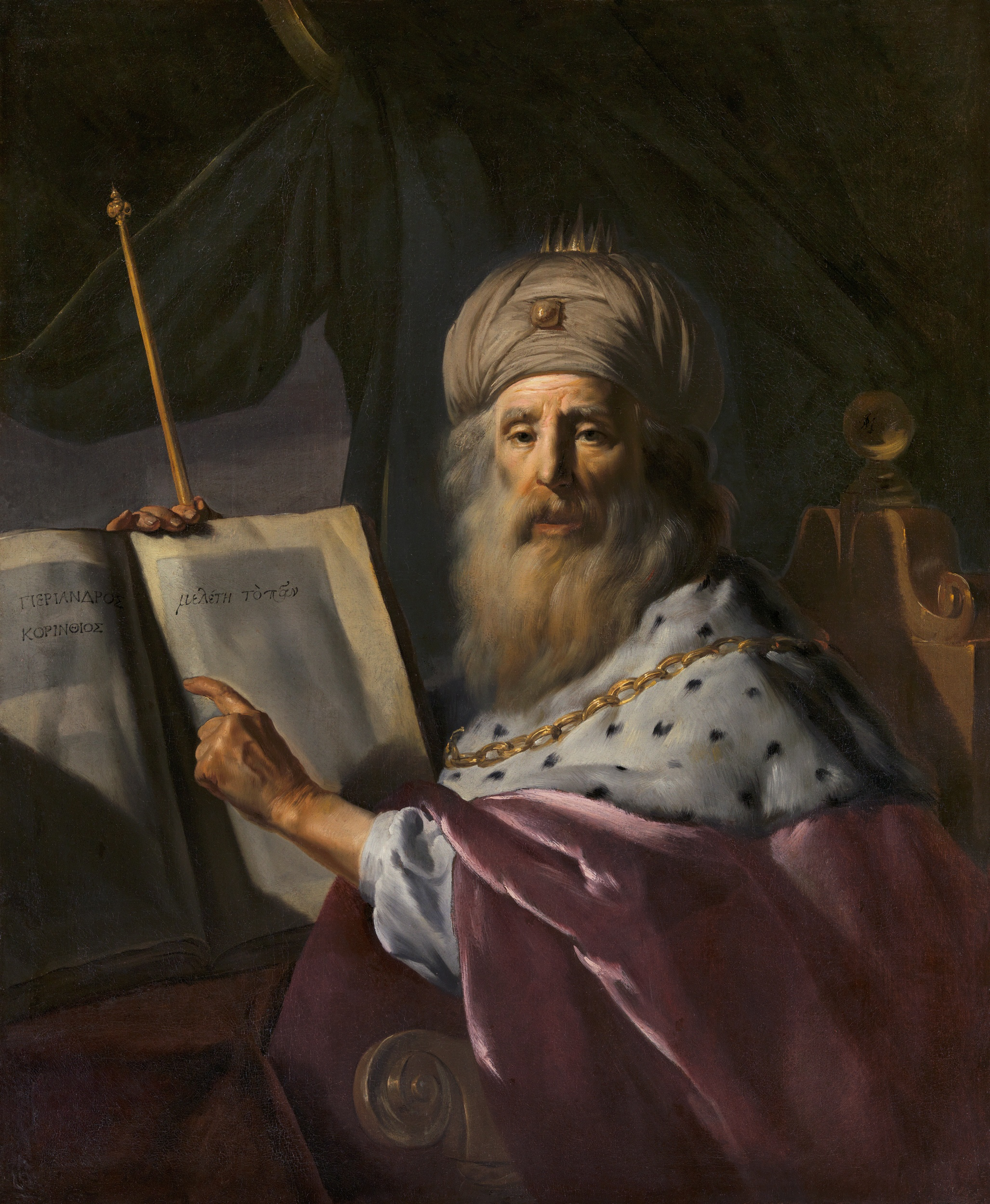
«Периандр. Тиран Коринфа», П. Морельсе (1571—1638). Коллекция Лихтенштейнов, Вена

В противоположность легендам, которые представляли коринфского правителя «кровавым тираном», существовали фольклорные рассказы об одном из семи мудрецов Периандре. Одновременно были и авторы, считавшие, что тиран не мог быть мудрецом. Так, Платон, при перечислении семи мудрецов, вместо Периандра упоминает Мисона. Компромиссом между этими двумя оценками стали утверждения позднеантичных писателей о существовании двух Периандров — тирана и мудреца. С именами семи мудрецов связаны два рассказа со многими вариациями: совместный пир и состязание из-за треножника. Рассказ о пире мудрецов, которые собрались в гостях у Периандра, дошёл до современников в изложении Плутарха. По современным оценкам, автор приписал мудрецам собственные идеи и не отобразил все народные мотивы. Содержание рассказа о треножнике содержит массу вариаций. По наиболее распространённой версии, рыбак выловил вместе с рыбой этот жертвенный предмет. За обладание им разгорелась война между жителями Милета и острова Кос. Враждующие стороны обратились за советом к дельфийскому оракулу, и пифия передала им волю Аполлона «отдать треножник умнейшему из греков». Тогда артефакт вручили знаменитому философу Фалесу. Тот, в свою очередь, посчитал себя недостойным звания «умнейшего из греков» и отправил предмет Бианту. Треножник сменил семь владельцев, включая Периандра, и вернулся к Фалесу. После этого все семь мудрецов согласились отдать предмет Аполлону, так как именно он, по их мнению, и был «мудрейшим».
В фольклорных рассказах мудрый Периандр находит выход из самых сложных ситуаций. Одна из таких новелл дошла до современников в изложении Геродота. Знаменитый певец Арион плыл из Италии в Грецию. Моряки решили убить и ограбить богатого пассажира. Арион был вынужден броситься в море, где его спас дельфин. После спасения Арион оказался во владениях Периандра. Коринфскому тирану было сложно поверить в столь чудесное спасение. Тогда он приказал держать певца в отдельном помещении под стражей. Когда в Коринф прибыл корабль, на котором путешествовал Арион, Периандр вызвал к себе моряков. Между прочим он спросил у них о судьбе известного поэта. Те ответили, что тот остался в Италии. Тогда Периандр приказал привести Ариона. Поражённые моряки были вынуждены признать своё преступление.
По свидетельству Геродота, во время войны между Афинами и Митиленами за обладание Сигеем стороны выбрали Периандра третейским судьёй. Это свидетельствует о признании ума и большом авторитете Периандра не только в Коринфе, но и во всей Элладе. Современники предполагают, что событие могло произойти около 613 года до н. э. По мнению П. В. Ковалёва, Периандр был равноудалён от обеих сторон конфликта. Вердикт коринфского тирана «пусть каждый получит то, что у него было» оставил Сигей во власти Афин.

## Изречения Периандра
Античная традиция причисляла Периандра к «семи мудрецам». С их именами связывают рождение древнегреческой философии. Списки семи мудрецов варьируют в различных источниках и содержат суммарно 17 имён. Периандр встречается в большинстве из них. Истоки философии в Древней Греции связаны с народными пословицами, житейскими мудростями. Мысли первых философов дошли до современников не в виде завершённых трактатов, а в форме множества изречений. Точность их распределения между мудрецами условна, имеет существенные отличия в источниках. Периандру приписывают авторство следующих сентенций, которых суммарно, согласно Диогену Лаэртскому, в античности насчитывали около двух тысяч:
- «Что самое великое?» — «Здравый смысл»;
- «Что такое свобода?» — «Чистая совесть»;
- «Что причина всего?» — «Время»;
- «Народное правление лучше тирании»;
- «Будь готов умереть за отечество»;
- «Лучше умереть в бережливости, чем жить в нужде»;
- «Несчастья свои скрывай, чтобы не обрадовать врагов своих»;
- «Ржавчина съедает железо, а зависть — душу»;
- «Ничего не следует делать из-за денег»;
- «Что ты обещал, то исполняй»;
- «Допустив ошибку, исправляй её»;
- «Ничего не делай за деньги: пусть нажива печётся о наживе»;
- «Кто хочет править спокойно, пусть охраняет себя не копьями, а общей любовью»;
- На вопрос: «Почему он остаётся тираном?» Периандр ответил — «Потому что отречение и низложение опасны одинаково»;
- «Главное в жизни — конец»;
- и др.